# Helena Czaplińska
Helena Czaplińska (zm. 1977) – polska pomoc domowa, „Sprawiedliwa wśród Narodów Świata”.

## Życiorys
W trakcie II wojny światowej opiekowała się siedmioletnią Żydówką Martą Winter. Przebywała wówczas w Warszawie, gdzie trafiła z Czortkowa wraz z rodziną polskich arystokratów o nazwisku Szulcs. Wcześniej bowiem pracowała u nich jako pomoc domowa i była postrzegana niemal za członka familii. Martą Winter Czaplińska opiekowała się od 1942 r. Zabierała ją dla niepoznaki do kościoła, stale jednak podkreślając, że mimo iż musi zachowywać się jak Polka, to nie może zapomnieć o swoim żydowskim pochodzeniu. Miało to zmylić Niemców i pozwolić dziewczynce przetrwać. W 1944 r. ochraniała dziewczynę w trakcie powstania warszawskiego. Później zaś, wyjechała z Warszawy i zarabiała na życie w okolicznych gospodarstwach rolnych. Dzięki zaangażowaniu Heleny Czaplińskiej, Marta przetrwała wojnę. 
22 lutego 1989 r. Instytut Jad Waszem uhonorował Helenę Czaplińską medalem „Sprawiedliwy wśród Narodów Świata”.